# Hvalec
Hvalec je priimek v Sloveniji, ki ga je po podatkih Statističnega urada Republike Slovenije na dan 1. januarja 2010 uporabljalo 253 oseb.

## Znani nosilci priimka
- Darin Hvalec (*1965), fizik
- Franc Hvalec (1924-2018), kemik, gospodarstvenik, bančnik
- Helena Hvalec, političarka
- Robert Hvalc (1969-1991), policist, žrtev vojne za Slovenijo

glej š priimke Hvalc, Hvale, Hvauc, Hvalica, Hvala, Hvalič itd.